# Hymedesmia zetlandica
Hymedesmia zetlandica är en svampdjursart som beskrevs av James Scott Bowerbank 1864. Hymedesmia zetlandica ingår i släktet Hymedesmia och familjen Hymedesmiidae. Inga underarter finns listade i Catalogue of Life.